# Đurđevac
Đurđevac (tysk: Sankt Georgwar; ungarsk: Szentgyörgyvár) er en by i distriktet Koprivnica-Križevci i Kroatien, der ligger tæt på grænsen til Ungarn.

## Historie
Indtil 1918 var Đurđevac (Blev før før 1850 kaldt Militär Sanct Georgen) en del af det østrigske monarki (Kongeriget Kroatien og Slavonien efter kompromiset i 1867 ), i den kroatiske militærgrænse, under Warasdin-St Georginer  Regiment N°VI.  I slutningen af det 19. århundrede og begyndelsen af det 20. århundrede var Đurđevac en distriktshovedstad i Bjelovar-Križevci distriktet i Kongeriget.

## Befolkning
Ifølge folketællingen 2011 er der i alt 8.264 indbyggere i kommunen,   i følgende bebyggelser:
 
- Budrovac, indb. 373
- Čepelovac, indb.  345
- Đurđevac, indb.  6.349
- Grkine, indb.  131
- Mičetinac, indb.  207
- Severovci, indb.  142
- Sirova Katalena, indb.  281
- Suha Katalena, indb.  337
- Sveta Ana, indb.  99

Det samlede indbyggertal var i 2021  faldet til 	7.378 indbyggere.